# 미아키 리호
미야모토 리호(본명:코타니 리호小谷 里歩, 宮本 里歩, 1994년 8월 24일 ~ )는 일본의 탤런트이며, 요시모토자카46의 멤버이다. 본명, 코타니 리호(小谷 里歩).
교토부 출신. Showtitle 소속.

## 인물
- 개를 좋아한다.
- 좋아하는 캐릭터는 디즈니의 미니마우스로, 굿즈도 많이 갖고있다[1].

- 캐치프레이즈는, 〈안녕하세멍! 여러분 어서오세요. 오늘은 어떠신가요? (예~이!) 감사합니다. 자, 유쾌하게 가보자구요. 교토 부 출신, 코타니 리호 ○세, 리포포라고 불러주세요〉.

- 우메다 아야카와 닮았다고 자주 듣는다[2]. 〈자매같다〉라고까지 말해진 것으로부터, 코타니에게 〈언니〉라고 부르게 하고 있어[3], 그 다음은 이벤트 등에서 만날 때마다 같이 사진을 촬영하는 사이이다[4].

- NMB48 시절에는 본명인 코타니 리호로 활동을 했다.

- 2020년 3월 23일, 같은 그룹 멤버인 슌슌클리닉P와 결혼을 발표[5][6]. 동시에 동월 말에 소속 사무소 퇴사와 요시모토자카46를 졸업을 발표[5][7][8]. 신종 코로나 바이러스 관계로 정기되었던 요시모토자카46 악수회에 참가할 예정[9].

- 동년 3월 31일, 같은 날을 기해 요시모토자카46를 졸업.